# Гърнзи (окръг, Охайо)
Окръг Гърнзи (на английски: Guernsey County) е окръг в щата Охайо, Съединени американски щати. Площта му е 1368 km², а населението - 40 792 души (2000). Административен център е град Кеймбридж.